# 富山県道379号水橋停車場水橋小路線
富山県道379号水橋停車場水橋小路線（とやまけんどう379ごう みずはしていしゃじょうみずはししょうじせん）は、富山県富山市内を通る一般県道である。

## 概要

### 路線データ
- 起点：水橋停車場（富山県富山市水橋伊勢屋）
- 終点：富山県富山市水橋小路（国道8号・富山県道68号富山外郭環状線交点）
- 実延長：3,110m

## 沿革
- 1993年（平成5年）4月1日 - 認定[1]
  - 起点：富山市水橋停車場
  - 終点：富山市水橋小路

## 地理

### 通過する自治体
- 富山県富山市

### 接続する道路
- 富山市道（起点：富山市水橋伊勢屋、「水橋駅」前）
- 富山県道160号水橋停車場線（「水橋駅」前（起点） - 富山市水橋伊勢屋字川原田で重複）
- 富山県道161号岩峅寺大石原水橋線（富山市水橋伊勢屋字川原田 - 富山市水橋伊勢屋で重複）
- 富山県道135号富山滑川魚津線（水橋的場交差点）
- 国道415号（的場（南）交差点）
- 国道8号（滑川富山バイパス）・富山県道68号富山外郭環状線（終点：水橋舘町交差点）

### 周辺
- あいの風とやま鉄道線 水橋駅
- 不二越 水橋事業所
- 田中精密工業 水橋製造部
- 富士製薬工業 富山工場・研究所
- 旧・富山県立水橋高等学校
- 梅かまミュージアム U-mei館
- YKK AP 富山水橋工場
- 富山市立三成小学校
- 東亜薬品 本社・富山工場
- TSK本社
- 明治薬品 富山工場・富山南工場
- 常願寺川